# Třemešná
Třemešná (en allemand : Röwersdorf) est une commune du district de Bruntál, dans la région de Moravie-Silésie, en République tchèque. Sa population s'élevait à 898 habitants en 2021.

## Géographie
Třemešná se trouve à 5 km au nord de Město Albrechtice, à 26 km au nord-nord-est de Bruntál, à 66 km au nord-ouest d'Ostrava et à 225 km à l’est-nord-est de Prague.

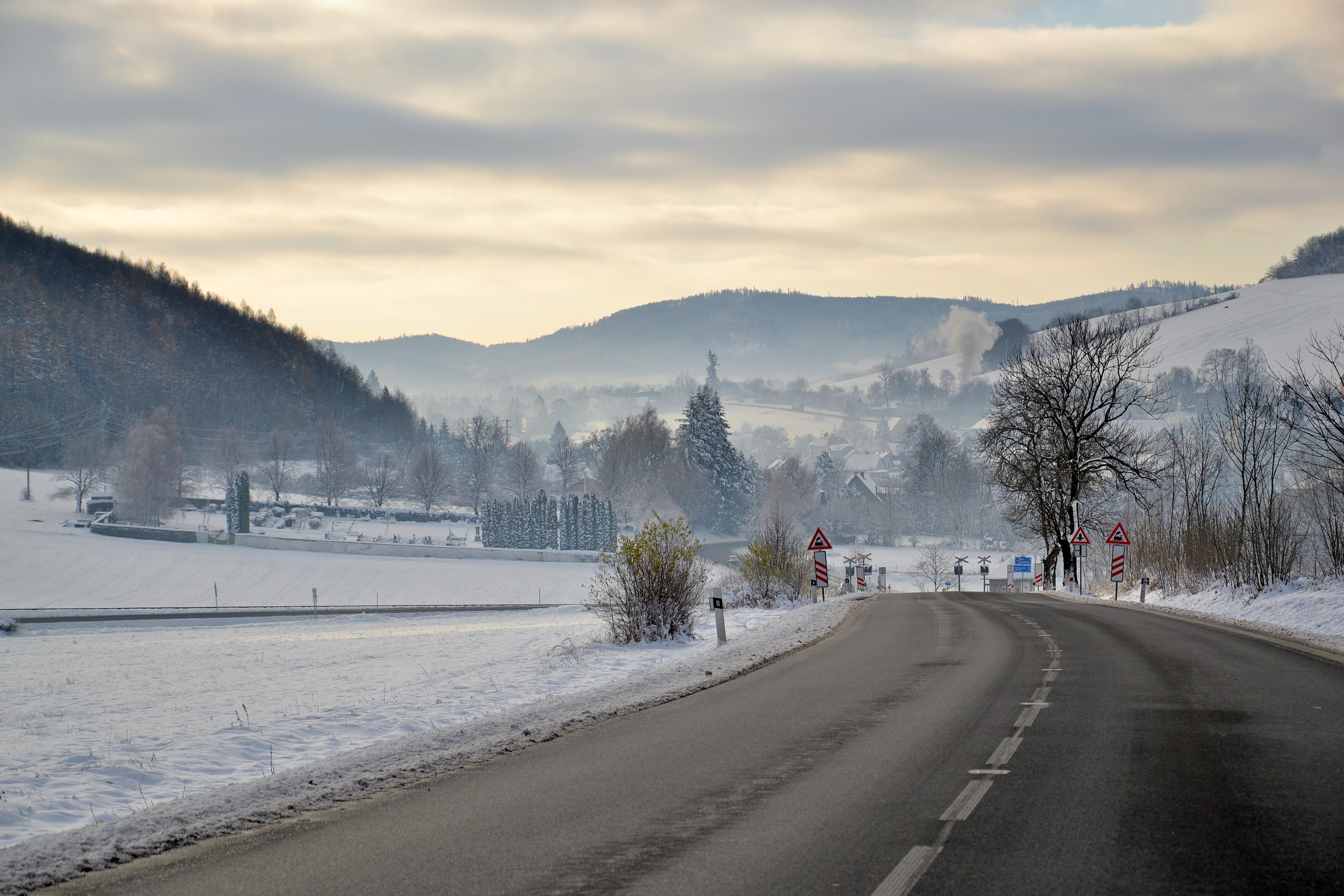
L'hiver à Třemešná, décembre 2017.

La commune est limitée par Jindřichov au nord, par Liptaň au nord-est et à l'est, par Slezské Rudoltice au sud-est, et par Město Albrechtice au sud et à l'ouest.

## Histoire
La première mention écrite de la localité date de 1256.

## Administration
La commune se compose de trois quartiers :
- Třemešná
- Damašek
- Rudíkovy

## Transports
Par la route, Třemešná se trouve à 5 km de Město Albrechtice, à 20 km de Krnov, à 39 km de Bruntál, à 83 km d'Ostrava et à 299 km de Prague.